# Motorola 6847
El MC6847 es un generador de vídeo  (video display generator o VDG), introducido por Motorola y usado en el TRS-80 Color Computer, Matra Alice, Dragon 32/64, Laser 200 y Acorn Atom, entre otros. Es un relativamente simple generador de vídeo comparado con otros chips de vídeo de su tiempo. Es capaz de visualizar texto y gráficos en una matriz de 256 por 192 píxeles, y una paleta de 9 colores : negro, verde, amarillo, azul, rojo, casi-pero-no-completamente blanco, cyan, magenta y naranja.La baja resolución es debida a la necesidad de usar televisiones como monitores.Hacer la pantalla más ancha hubiera sido arriesgarse a perder caracteres por overscan. Comprimir más puntos en el ventana de pantalla podría execeder fácilmente de la resolución del televisor y quedar inútil.

## Modos de Vídeo
| Modo                  | Resolución | Colores   | Bytes |
| --------------------- | ---------- | --------- | ----- |
| Alphanumeric Internal | 32 x 16    | 1 + Negro | 512   |
| Alphanumeric External | 32 x 16    | 1 + Negro | 512   |
| Semigraphics 4        | 64 x 32    | 8 + Negro | 512   |
| Semigraphics 6        | 64 x 48    | 4 + Negro | 512   |
| Color Graphics 1      | 64 x 64    | 4         | 1024  |
| Resolution Graphics 1 | 128 x 64   | 1 + Negro | 1024  |
| Color Graphics 2      | 128 x 64   | 4         | 2048  |
| Resolution Graphics 2 | 128 x 96   | 1 + Negro | 1536  |
| Color Graphics 3      | 128 x 96   | 4         | 3072  |
| Resolution Graphics 3 | 128 x 192  | 1 + Negro | 3072  |
| Color Graphics 6      | 128 x 192  | 4         | 6144  |
| Resolution Graphics 6 | 256 x 192  | 1 + Black | 6144  |